# Mensur Kurtiši
Mensur Kurtiši (in macedone Менсур Куртиши?; Kumanovo, 25 marzo 1986) è un calciatore macedone, attaccante dell'Eggendorf.
Possiede anche la cittadinanza austriaca.

## Biografia
Mensur Kurtiši nasce in una famiglia albanese della Macedonia del Nord. Il cognome del padre "Kurti" è stato reso in slavo Kurtiši.

## Carriera

### Club
Il 3 agosto 2015 firma un contratto annuale con il Matera.

### Nazionale
Nel 2010 ha giocato 2 partite con la nazionale macedone.

## Palmarès

### Club

#### Competizioni nazionali
- Erste Liga: 1

Wiener Neustadt: 2008-2009